# アナウサギ
アナウサギ (穴兎、ラテン語名: Oryctolagus cuniculus) は、哺乳綱ウサギ目ウサギ科アナウサギ属に分類されるウサギ。本種のみでアナウサギ属を構成する。

## 分布
スペイン、ポルトガル、フランス西部、モロッコ北部、アルジェリア北部。
人為的にヨーロッパ各地を含め、オーストラリアやニュージーランド、日本などへ移入もされている。

## 形態
体長35ｰ50センチメートル。尾長4.5ｰ7.5センチメートル。体重1.5ｰ3キログラム。背面の毛衣は灰色で、体毛の先端は黒や赤褐色。腹面の毛衣は明灰色。
耳介の長さは6.5ｰ8.5センチメートル。
出産直後の幼獣は体毛がなく、眼が閉じている。

## 生態
地中に複雑な巣穴を掘って生活する。危険を感じると巣穴の中へ逃げ込む。
食性は植物食で、草、樹皮、根などを食べる。
繁殖形態は胎生。妊娠期間は28ｰ33日。1度に5,6頭、最大12頭の幼獣を産む。
雌 (メス) は共同体の中心に位置し母系制である。
アナウサギは、ヒト、あるいは他の高等ほ乳類と同じく気分屋の動物である。アナウサギはその感じる印象に極端なほど敏感で、跳び跳ねるウサギ仲間には生きる楽しみを誇示して応える (アナウサギは仲間と同じことをしたがる)。また、性的活動に極度の興味を示す。それで性的にふるまうようお互いに刺激もされる。好奇心に満ちて観察し、もし勝てるようであれば自身で戦う気になり、負ける恐れがあると戦うふりをして、それから逃げさえする。

## 人との関係

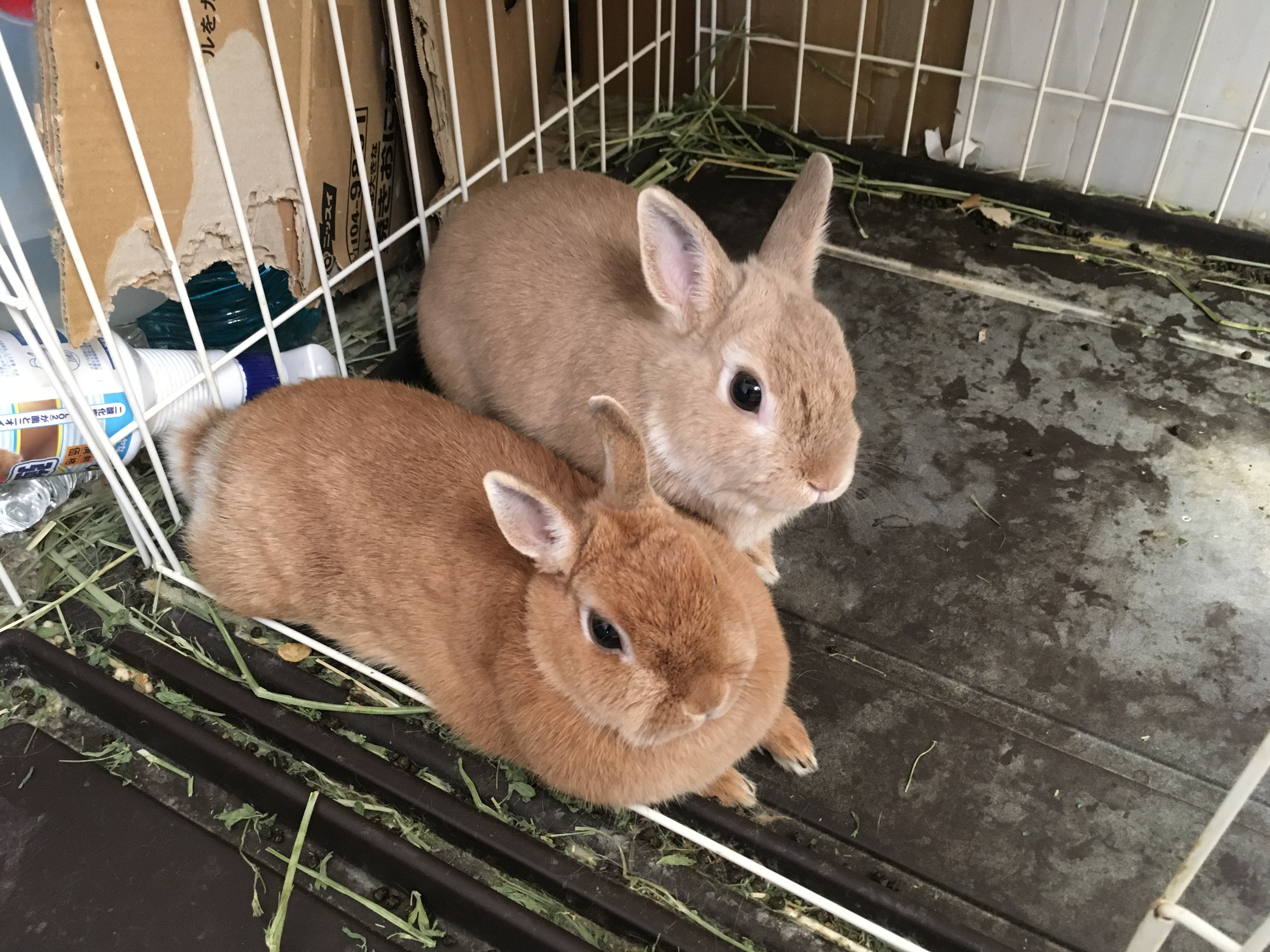
品種のネザーランドドワーフ

主に毛皮をとるために家畜化されてきた。肉も食用になる。
近年では愛玩用・観賞用のペットとしても飼育され (カイウサギ)、様々な品種が作出されている。

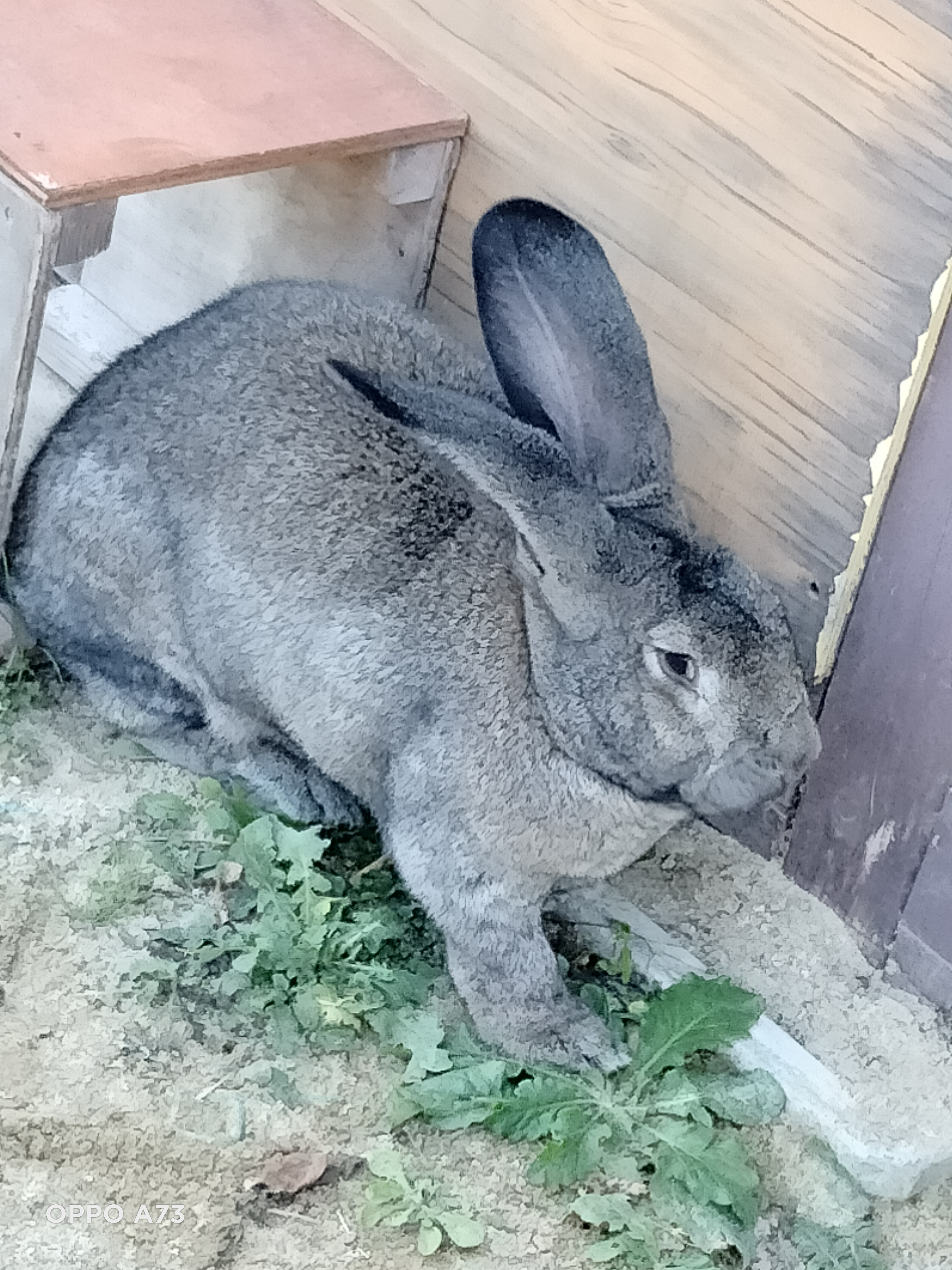
品種のコンチネンタル・ジャイアント

食用やペット用、狩猟用に移入されている。移入先 (オーストラリアなど) での植生の破壊や在来種との競合が問題となり、世界の侵略的外来種ワースト100 (IUCN) に選ばれている。特に、オーストラリア大陸に広く分布するようになったアナウサギは、現在のビクトリア州に入植したトーマス・オースティンが兎狩り用に持ち込んだ24匹が、オーストラリアの環境に適応して爆発的に増えたものであることが知られている。